# ليونيداس هابارد
ليونيداس هابارد (بالإنجليزية: Leonidas Hubbard)‏ هو صحفي أمريكي، ولد في 1872، وتوفي في 1903.